# Celle que j'attendais
 (avril 2024).
Si vous disposez d'ouvrages ou d'articles de référence ou si vous connaissez des sites web de qualité traitant du thème abordé ici, merci de compléter l'article en donnant les références utiles à sa vérifiabilité et en les liant à la section « Notes et références ».
Pour plus de détails, voir Fiche technique et Distribution.
Celle que j'attendais est un téléfilm français réalisé par Bernard Stora en 2010.
Le film suit Sam et Cathie qui forment un couple modèle. Ils mènent avec dynamisme leur petite entreprise de dépannage et de réparation automobile. Lorsqu’un soir Sam raccompagne Marion chez elle, nul n’aurait pu prévoir qu’ils se retrouveraient un bref instant dans les bras l’un de l’autre. Mais qui est cette jeune femme engagée quelques mois plus tôt ? Et quel but poursuit-elle en attirant Sam tout en semblant le repousser ? Est-ce vraiment le hasard qui l’a conduite jusqu’à eux ?

## Synopsis
Mariés depuis quinze ans, Sam et Cathie forment un couple, un vrai, comme on en rêve. Pas seulement mari et femme : associés, complices. Généreux, énergiques, ils découragent médisance et jalousie. Une seule ombre au tableau : Cathie ne peut pas avoir d’enfant. Ils ont fait des démarches pour en adopter un. Mais les déconvenues se sont succédé et ils ont fini par perdre patience. Dès lors, ils tout misé sur leur vie professionnelle, développant avec succès la petite entreprise de dépannage et de réparation automobile qu’ils ont créée. Ils associent à cette réussite leur petite équipe, la famille, comme ils disent, trois mécaniciens, un apprenti et la secrétaire, Marion, l’indispensable, la plus que dévouée Marion, tout juste âgée de vingt-deux ans.
D’où vient-elle, comment a-t-elle débarqué là ? Sam et Cathie disent que c’est un ange tombé du ciel. Elle est arrivée l’année précédente, chargée d’un sac à dos, poussant sa petite moto tombée en panne. Elle cherchait du travail, ils l’ont prise à l’essai. Un essai plus que concluant. Tout le monde adore Marion. Elle est serviable, discrète, voire un peu effacée. En la regardant bien, on se rend compte qu’elle est jolie et même séduisante. Elle n’en joue pas, s’habille simplement, se maquille à peine.
Un soir, alors qu’une petite fête a réuni autour du couple rayonnant de bonheur leurs employés et quelques amis, Sam raccompagne Marion, une nouvelle fois tombée en panne de moto. Marion l’invite à monter chez elle boire un café avant de reprendre la route. Comment les choses se passent, qui fait le premier geste ? Un frôlement, une brusque magnétisation, ils se retrouvent un bref instant dans les bras l’un de l’autre. Aussitôt, Marion se dégage. Pas question de trahir Cathie.
Sam n’a jamais été un séducteur. Jusqu’à cet instant, il s’estimait bien heureux d’avoir conquis sa femme et d’en être aimé. Qu’une autre femme, jeune de surcroît, puisse s’intéresser à lui, le désirer, l’étreindre et se laisser étreindre, fût-ce quelques secondes, le plonge dans la plus totale confusion. Il est ou se croit amoureux. Marion repousse ses avances tout en renforçant insensiblement l’emprise qu’elle exerce sur lui. Il est amoureux ? Elle exige des preuves. On se rend compte peu à peu qu’elle joue un double jeu. Mais dans quel but ? Qui est-elle réellement ? Est-ce bien le hasard qui lui a fait croiser la route de Sam et Cathie ? Et pourquoi s’acharne-t-elle à détruire leur vie ?
À l’atelier, l’atmosphère se dégrade. Cathie, désemparée, supporte avec courage les sautes d’humeur de Sam. Aveuglement ou prudence instinctive, elle refuse de mettre un nom sur ce qui pourtant crève les yeux. C’est alors qu’un événement vient absorber toute son attention : les démarches d’adoption auxquelles elle ne croyait plus sont en passe d’aboutir. Une petite fille va bientôt leur être confiée. Celle qu’elle attendait…

## Fiche technique
- Producteur délégué : Serge Moati
- Productrice : Nicole Collet
- Réalisation : Bernard Stora
- Scénario original : Bernard Stora et Lény Stora
- Dialogues : Bernard Stora
- Musique originale : Vincent Stora
- Photographie : Dominique Bouilleret AFC
- Décors : Pascal Deprée
- Costumes : Ève-Marie Arnault
- Son : Daniel Banaszak
- Réalisateur 2e équipe : Badreddine Mokrani
- Montage : Laurence Hennion
- Directeurs de production : Laurent Rigaut - Gérard Monier
- Genre : Drame
- Durée : 90 min
- Numérique haute définition - Caméras Panasonic HPX 3700 - Son 5.1
- Pays de production :  France
- Tournage du 1er au 30 mars 2010 à Lille
- Diffusion en Suisse (TSR 2) : 13 février 2011 à 21 h 30
- Diffusion en France (Fr3) : 16 avril 2011 à 20 h 35

## Distribution
- Jean-Pierre Martins : Sam
- Sophie Cattani : Cathie
- Lola Naymark : Marion
- Corinne Masiero : Suzon
- Serge Larivière : Goethals
- Abdelhak Salhi : Nabil
- Adrien Ruiz : Jules
- Sarah Leboucq : Mme Alibert
- Aurélien Legrand : Bergeret
- Marcelle Fontaine : Mme Chrétien
- Tito Eluki : Salif
- Jeremy Resan : Moussa
- Marie-José Billet : Assistante sociale
- Homme cadeau : Saviero Maligno
- Entrepreneur : Alexandre Carrière
- Interne : Julien Emirian
- Capitaine : Bruno Tuchszer
- Gendarme : Yohann Métay
- Homme réunion : Maxime Lecluyse
- Fayard : Philippe Peltier
- Monitrice : Anne-Gaëlle Ponche
- Secrétaire : Martine Delannoy
- Flamand 1 : Wally Merlevede
- Flamand 2 : Daniël Moons
- Flamande 1 : Patricia Marris
- Flamande 2 : Katarina R.J. Verlende